# Lövőpetri
Lövőpetri là một thị trấn thuộc hạt Szabolcs-Szatmár-Bereg, Hungary. Thị trấn này có diện tích 9,26 km², dân số năm 2010 là 459 người, mật độ 50 người/km².